# Hr.Ms. Abraham Crijnssen (1936)
Hr.Ms. Abraham Crijnssen – trałowiec typu Jan van Amstel, zbudowany w 1936 roku na zlecenie holenderskiej Koninklijke Marine.
Podczas ataku Japonii na Stany Zjednoczone stacjonował na wodach Holenderskich Indii Wschodnich. Po otrzymaniu rozkazu wycofania się w stronę Australii, okręt wyposażono w maskowanie mające na celu ucharakteryzowanie go na fragment jednej z wysp Pacyfiku tak, aby uniknąć wykrycia przez japońskie samoloty. Po udanym dotarciu na australijskie wody w 1942 roku, okręt został wcielony do Royal Australian Navy (jako HMAS „Abraham Crijnssen”), w której służył jako eskortowiec.
W 1943 roku powrócił do Koninklijjke Marine, choć do końca II wojny światowej znajdował się na terytorium Australii. Po wojnie patrolował wody u wybrzeży Holenderskich Indii Wschodnich, na których trwała rewolucja indonezyjska. W 1956 roku zostało zmienione przeznaczenie okrętu – zaczął funkcjonować jako stawiacz sieci. Od 1960 roku Hr.Ms. „Abraham Crijnssen” działał jako okręt szkolny holenderskiego korpusu kadetów, a w 1995 roku został przekazany Holenderskiemu Muzeum Marynarki Wojennej.

## Budowa
Okręt był trzecim z ośmiu trałowców typu Jan van Amstel zbudowanych dla Koninklijke Marine w latach 30. XX w. Zbudowany został w stoczni Werf Gusto w Schiedam, a wodowanie odbyło się 22 września 1936 roku. Do służby w Koninklijke Marine okręt wszedł 26 maja 1937 roku. Trałowiec został nazwany na cześć siedemnastowiecznego holenderskiego komandora Abrahama Crijnssena.

## Historia służby

### Początki
Okręt znajdował się w porcie w miejscowości Surabaja, kiedy Japonia rozpoczęła ofensywę podczas wojny na Pacyfiku (koniec 1941 roku). Po porażkach aliantów w bitwie na Morzu Jawajskim oraz bitwie w Cieśninie Sundajskiej wszystkie okręty alianckie otrzymały rozkaz wycofania się do Australii. W celu uniknięcia wykrycia przez japońskie lotnictwo (przed którym trałowiec nie był w stanie się obronić ze względu na niewłaściwe do tego zadania uzbrojenie), okręt został bardzo dokładnie zakamuflowany przy pomocy siatek kamuflujących: załoga okrętu zamocowała drzewa, gałęzie, liany i inną roślinność ściętą z pobliskich wysepek, dzięki czemu z lotu ptaka okręt wyglądał na niewielką wysepkę (której widok nie wzbudzał zdziwienia u japońskich pilotów). Również kadłub okrętu został pomalowany w sposób imitujący skały. Aby zwiększyć skuteczność kamuflażu, okręt poruszał się tylko nocą, a w ciągu dnia stał zakotwiczony w pobliżu brzegu.
Hr.Ms. „Abraham Crijnssen” dotarł do Fremantle 20 marca 1942 roku. Był to ostatni okręt, któremu udało się wycofać z okolic Jawy.

### Służba w Royal Australian Navy
Po dotarciu na australijskie wody trałowiec przeszedł remont, który objął zainstalowanie sonaru. Od 28 sierpnia 1942 roku okręt rozpoczął czynną służbę w RAN jako eskortowiec, którego celem było zwalczanie okrętów podwodnych. Wykorzystywano go również jako zaopatrzeniowiec dla holenderskich okrętów podwodnych. Załoga okrętu została uzupełniona brytyjskimi marynarzami, którzy przetrwali zatopienie niszczyciela HMS „Jupiter” oraz australijskim personelem; okrętem dowodził australijski porucznik. Pomimo zmian w personelu oraz przejścia okrętu do RAN w mesie okrętu pozostał portret królowej Holandii Wilhelminy.
Podczas eskortowania konwoju do Sydney przez Cieśninę Bassa, 26 stycznia 1943 roku „Abraham Crijnssen” wykrył wrogi okręt podwodny. Konwój otrzymał rozkaz, aby się rozproszyć, podczas gdy HMAS „Bundaberg” oraz HMAS „Abraham Crijnssen” zaatakowały okręt przeciwnika, ale nie znaleziono śladów potwierdzających skuteczność ataku. Podczas starcia okręt został uszkodzony wybuchem własnych bomb głębinowych, liczne instalacje doznały awarii – trałowiec musiał zostać wykluczony ze służby na tydzień w celu naprawy.

### Powrót do Koninklijke Marine
HMAS „Abraham Crijnssen” powrócił do służby w Koninklijke Marine 5 maja 1943 roku, ale pozostał na australijskich wodach przez prawie całą II wojnę światową. Trałowiec opuścił Sydney 7 czerwca 1945 roku, holując były okręt podwodny K IX (używany jako lichtuga z olejem napędowym). Dzień później lina holownicza pękła i K IX został wyrzucony na brzeg przy Seal Rocks w Nowej Południowej Walii.
Po II wojnie światowej trałowiec wykorzystywano przy patrolach przeciwpowstańczych w Holenderskich Indiach Wschodnich. W sierpniu 1951 roku okręt dotarł do Holandii, gdzie od marca 1956 roku zajmował się naprawą i budowaniem zagród bonowych.

## Wycofanie okrętu ze służby i konserwacja
Od 1960 roku okręt służył celom szkoleniowym holenderskiemu korpusowi kadetów (hol. Zeekadetkorps Nederland). W latach 1962–1972 stacjonował w Hadze, następnie został przeniesiony do Rotterdamu. W tym czasie wykorzystywano go jako magazyn (hulk).
W 1995 roku Hr.Ms. „Abraham Crijnssen” został przekazany Holenderskiemu Muzeum Marynarki Wojennej w Den Helder, gdzie został wyposażony w uzbrojenie i instalacje z czasów II wojny światowej. Od lipca 1997 roku jest dostępny do zwiedzania w tymże muzeum.